# Східнофризька мова

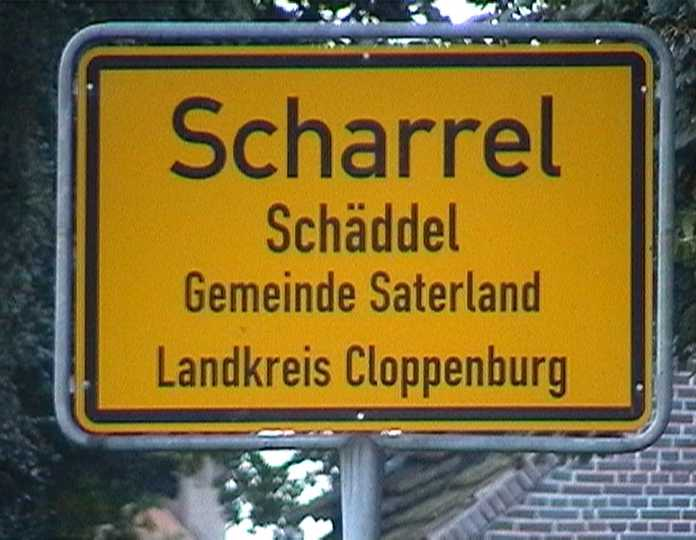
Двомовний знак з написами німецькою і затерландською фризькою мовами

Східнофри́зька, або Затерландська фризька мова — одна з фризьких мов, якою розмовляють в районі німецького міста Затерланд (затерландською: Seelterlound). Належить до західногерманської підгрупи германської групи індоєвропейської мовної сім'ї.

## Опис
Іноді також вважається діалектом фризької мови, однак вона не є взаємозрозумілою із західнофризькою мовою, якою говорять у Фрисландії (див. Проблема «мова чи діалект»). Також затерландська фризька мова має свій мовний код ISO, відмінний, від коду фризької мови.
Затерландська фризька мова є останнім живим діалектом східнофризької мови, колись широко розповсюдженої на північному заході сучасної Німеччини. Кількість мовців затерландської фризької мови оцінюється у дві-п'ять тисяч носіїв (з десяти тисяч жителів Затерланда).
Назву «східнофризький» має також один із діалектів нижньонімецької мови (код ISO frs).